# Boleadoras

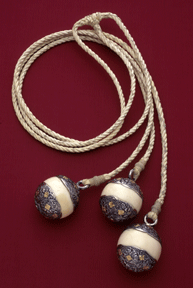
Boleadoras.

La boleadora, boleadoras (hasta finales del siglo XIX simplemente bolas) o laque son un arma/instrumento de caza arrojadiza creada por los indígenas de la Patagonia, y las Pampas; luego fue adoptada y modificada por los gauchos.

## Descripción

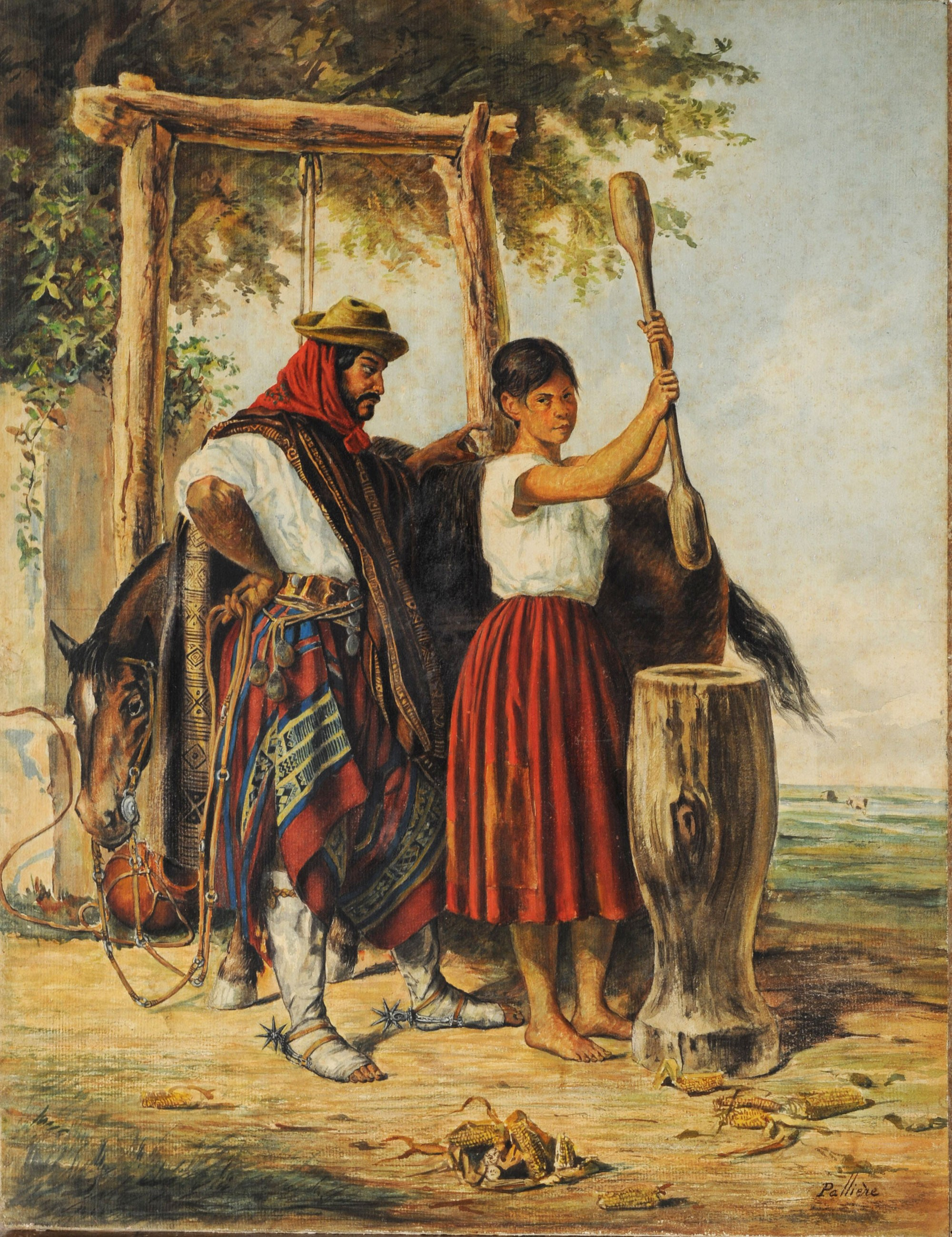
Gaucho con boleadoras

Consta de dos o tres bolas, piedras muy duras pulidas en forma casi esférica o muy raramente erizadas. El diámetro de cada una de las bolas suele ser de unos 10 cm en las boleadoras de combate o de caza mayor. Tales piedras se encuentran unidas por tientos o guascas, tiras de cuero. Los aborígenes usaban como materia prima para los tientos el cuero de guanaco y el cuero del cogote (cuello) y el tendón de la pata del ñandú. Con el paso del tiempo y la introducción de la ganadería, los tientos fueron reemplazados por reatas de tres cabos de cuero trenzado, generalmente de vacuno.

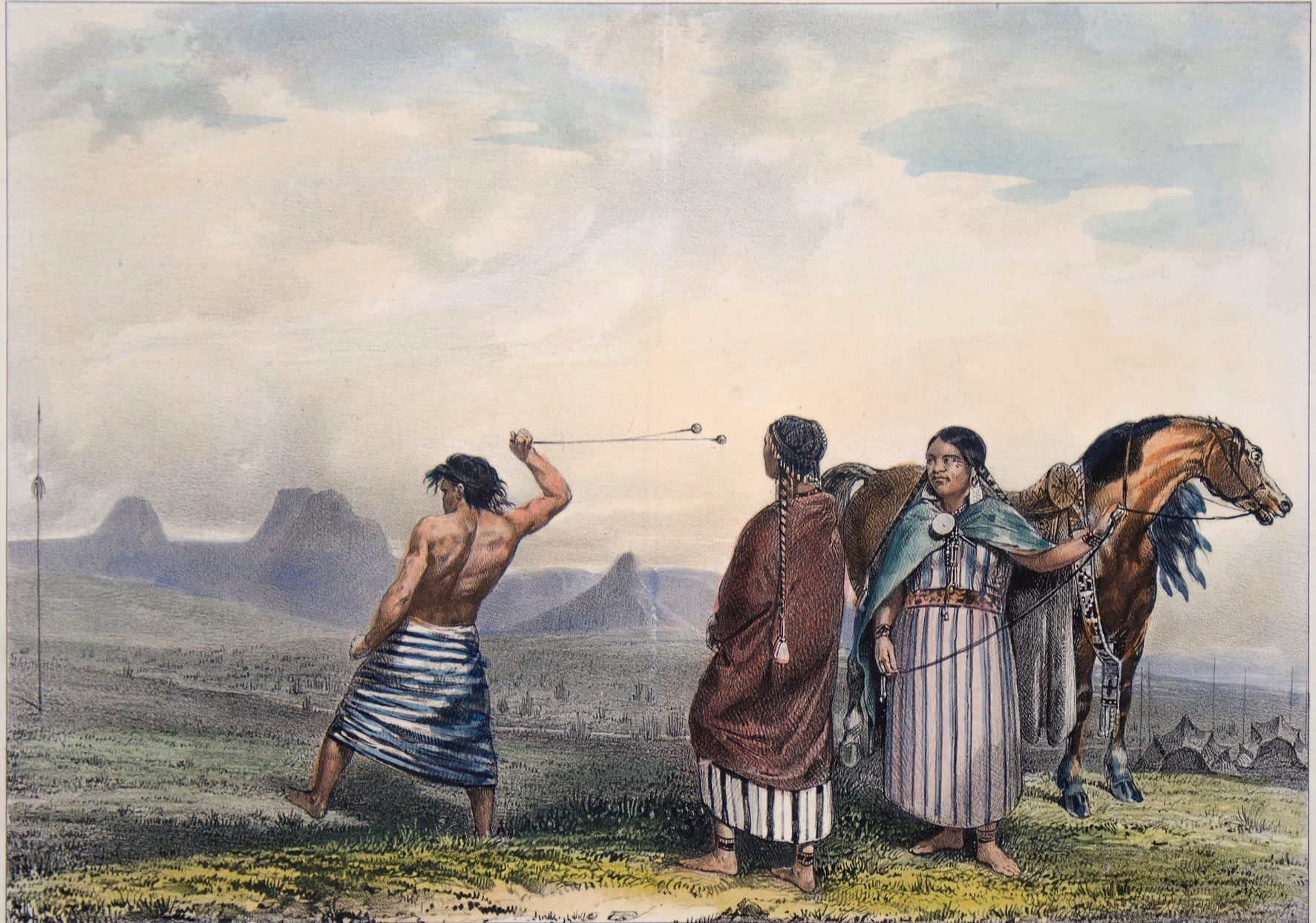
Araucanos usando Boleadoras, Orbigny, Alcide Dessalines 1836

## Historia

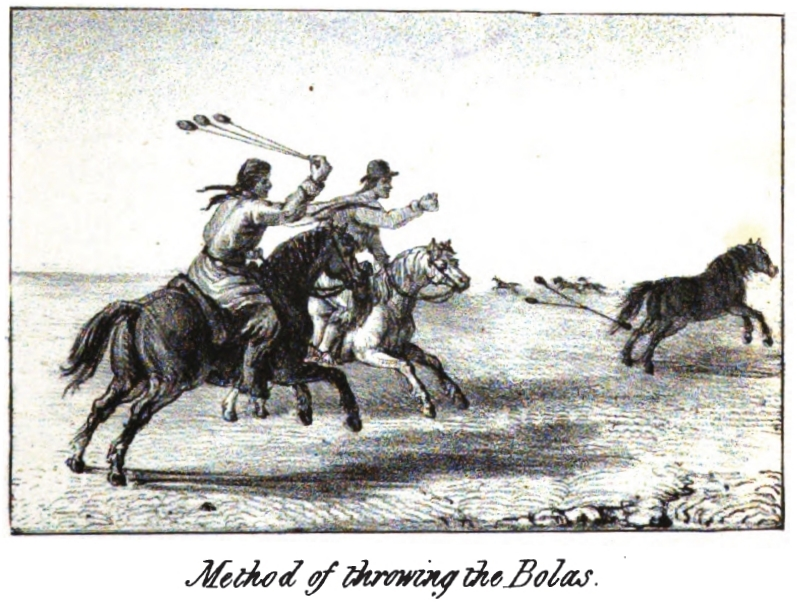
Method of throwing the Bolas, dibujo del.

Se han encontrado boleadoras en yacimientos arqueológicos de más de cinco mil años antes del presente en la Región Pampeana argentina. Las boleadoras eran armas frecuentes en los soldados incaicos que provenían del Collasuyo. 

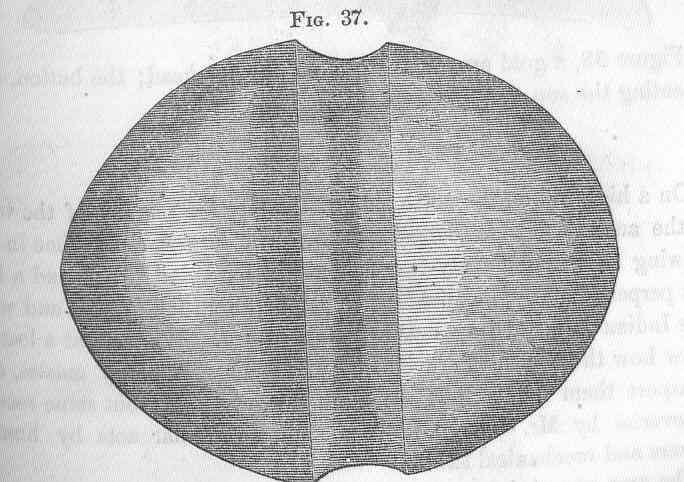
Cabeza lítica de boleadora inca

Los europeos notaron la existencia de esta arma en los inicios de la Conquista, cuando la vieron en manos de los hets, charrúas, tehuelches, mapuches y pampas en 1520. Fue muy efectiva en la Guerra de Arauco, en donde los mapuches, lograban, de alguna manera, neutralizar la acción de la caballería española. 
Inicialmente los aborígenes usaban una sola piedra pulida y circundada por una acanaladura merced a la cual se ataba a un solo tiento o cuerda bastante larga, con esto golpeaban a distancia sin perder la piedra. Esta arma funcionaba de forma semejante a un yoyo y fue llamada por los españoles y criollos bola perdida. Los aborígenes pronto descubrieron que tal bola perdida era útil también para capturar vivas a las presas envolviéndolas, esto llevó a la confección de las boleadoras propiamente dichas. Cuando faltaban piedras se improvisaban boleadoras con bodoques de terracota o incluso con hueso, en la región patagónica se usaba el nudo esférico que el hongo llao llao provoca en las ramas del ñiré.
Tras la conquista española la boleadora fue adoptada por los gauchos, quienes las realizaron más elaboradamente: las piedras fueron envueltas en bolsas de cuero crudo llamadas retobos, y muchas veces tanto las bolas como las reatas recibieron adornos en forma de incrustaciones de plata o bronce. También las piedras fueron sustituidas por esferas macizas de metal -por ejemplo de plomo- recubiertas de cuero o, en algunas más lujosas, enchapadas en plata o bronce.
En la Patagonia existe la tradición que las boleadoras hechas con fragmentos de las piedras de cherufe (aerolitos y rocas ígneas) tendrían la virtud de no fallar el tiro, al usarlas para cazar.

## Usos

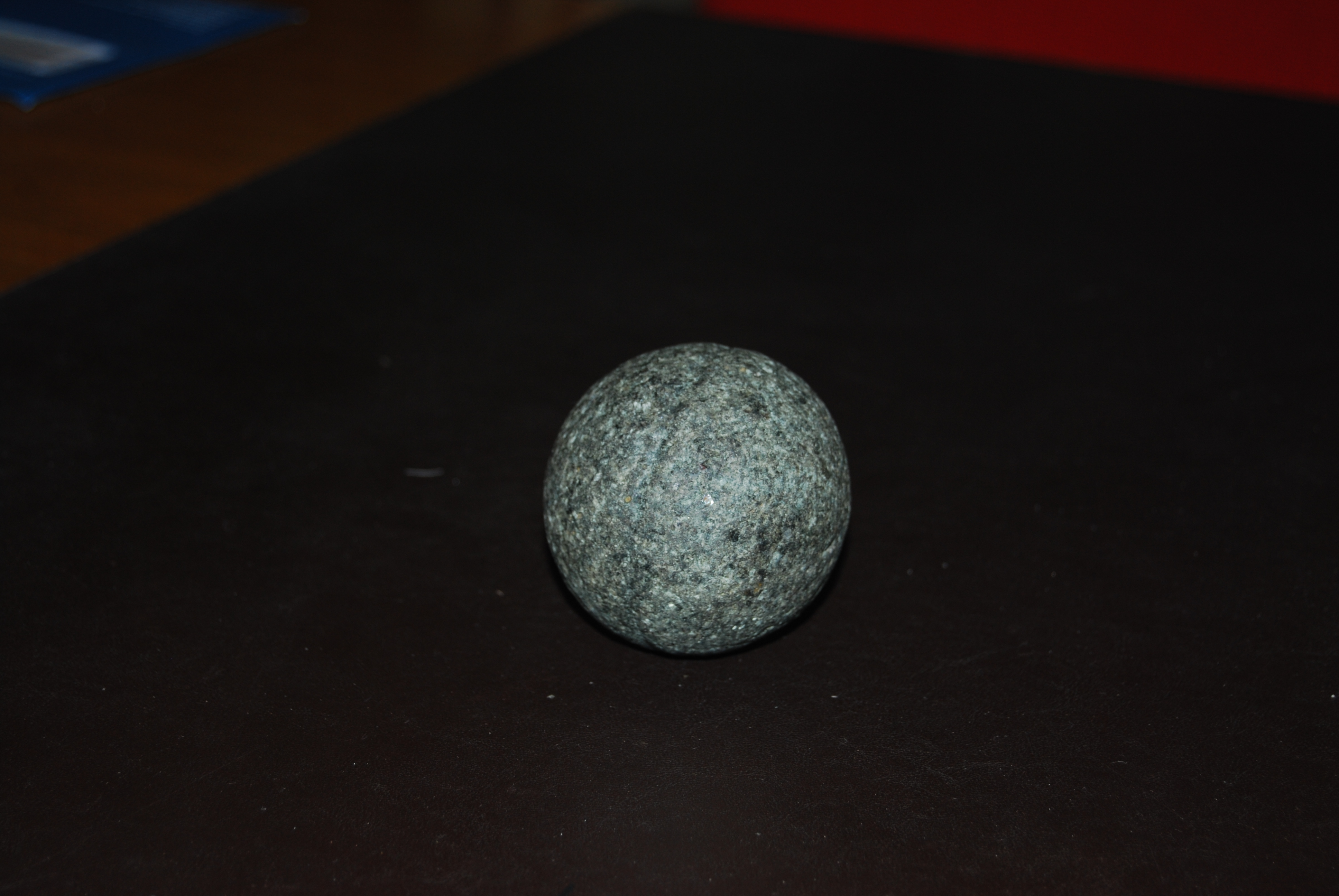
Boleadora indígena, realizada en piedra

La forma de uso más común se llama «rebolearlas», y consiste en hacer girar velozmente las piedras mediante los tientos por sobre la cabeza y arrojarla con gran precisión al blanco, ya sea otro ser humano o algún animal. De acuerdo a la manera de arrojarla puede o no ser letal. Si es arrojada con el objetivo de capturar una presa, la boleadora se lanza dirigida a las piernas o patas, para que los tientos se enreden alrededor de ellas; el sujeto o el animal entonces queda «boleado». Para cazar «avestruces americanos» -es decir ñandúes- lo frecuente es que se arrojen las boleadoras al cuello de estas aves. En combates cuerpo a cuerpo era frecuente no soltar la boleadora sino usar una de las piedras a modo de maza, principalmente sobre la cabeza del oponente.

## Tipos
La boleadora pequeña y de sólo dos bolas es llamada «ñanducera» o «avestrucera» y era conocida con el nombre de chumé o tálakgáp'n por los tehuelches. Es usada para la caza o captura de pequeños animales. Por otro lado, la boleadora de tres bolas y mayores dimensiones, conocida como «potrera» y llamada yachiko por los tehuelches, se usa para el combate o para capturar animales grandes como caballos o toros.
Existen raros ejemplares de más de cuatro bolas, llegando a haber algunos de ocho, pero son poco prácticos.
Hasta inicios del siglo XX era frecuente que los gauchos mientras se encontraban en el campo llevaran una o dos boleadoras (generalmente del tipo «ñanducera») en la cintura y otra (generalmente «potrera») en bandolera.
Paralelamente, entre los inuit se desarrollaron armas parecidas aunque menos efectivas llamadas ka-lum-uk-toun o kilumitutit, similar es entre los maorís la poa o poi. Se encuentran armas similares entre los pueblos de Siberia oriental, en Japón, más precisamente en la isla de Okinawa, se encuentra el surujin. También los incas utilizaron armas parecidas para la batalla llamadas liwi, luego de su expansión al sur del imperio.

## Arte
Las boleadoras han pasado a ser un elemento coreográfico para bailes folclóricos gauchescos, especialmente para el malambo en Argentina. En tales casos se agitan con gran destreza, haciendo diversas figuras, en torno a los cuerpos de los bailarines y en ocasiones se llegan a usar como instrumentos de percusión.